# Xaltepec, Chicontepec
Xaltepec är en ort i Mexiko.   Den ligger i kommunen Chicontepec och delstaten Veracruz, i den sydöstra delen av landet, 210 km nordost om huvudstaden Mexico City. Xaltepec ligger 228 meter över havet och antalet invånare är 150.
Terrängen runt Xaltepec är varierad. Runt Xaltepec är det ganska tätbefolkat, med 65 invånare per kvadratkilometer. Närmaste större samhälle är Chicontepec de Tejada, 18,9 km väster om Xaltepec. Trakten runt Xaltepec består till största delen av jordbruksmark.